# گربه‌کوسه شبح پاناما
گربه‌کوسه شبح پاناما (نام علمی: Apristurus stenseni) نام یک گونه از سرده گربه‌کوسه‌های دیو است.